# L'Aquila
L'Aquila este capitala regiunii Abruzzo și al provinciei L'Aquila din centrul Italiei, așezat în valea largă al rîului Aterno, în munții Abruzzi.

## Cutremurul din 2009
În data de 6 aprilie 2009 la ora 01:32 GMT (03:32 CEST) a avut loc un cutremur de magnitudinea 6,3 pe Scara Richter. Epicentrul său a fost în Italia centrală, la coordonatele 42°25′N 13°24′E / 42.417°N 13.400°E lângă L'Aquila. Cutremurul a determinat prăbușirea majorității clădirilor medievale din oraș, fiind peste 200 de morți și dispăruți, iar zeci de mii de oameni rămânând fără adăpost.

## Personalități
- Corrado Bafile (1903-2005), cardinal

## Orașe înfrățite
- Bernalda, Siena - Italia
- Baalbek - Liban
- Bistrița - România
- Cuenca -  Spania
- Hobart - Australia
- Rottweil - Germania
- York - Canada
- Zielona Góra - Polonia

## Demografie
L'Aquila - evoluția demografică

|  | Graficele sunt indisponibile din cauza unor probleme tehnice. Mai multe informații se găsesc la Phabricator și la wiki-ul MediaWiki. |

Date: Recensăminte sau birourile de statistică - grafică realizată de Wikipedia

## Galerie imagini

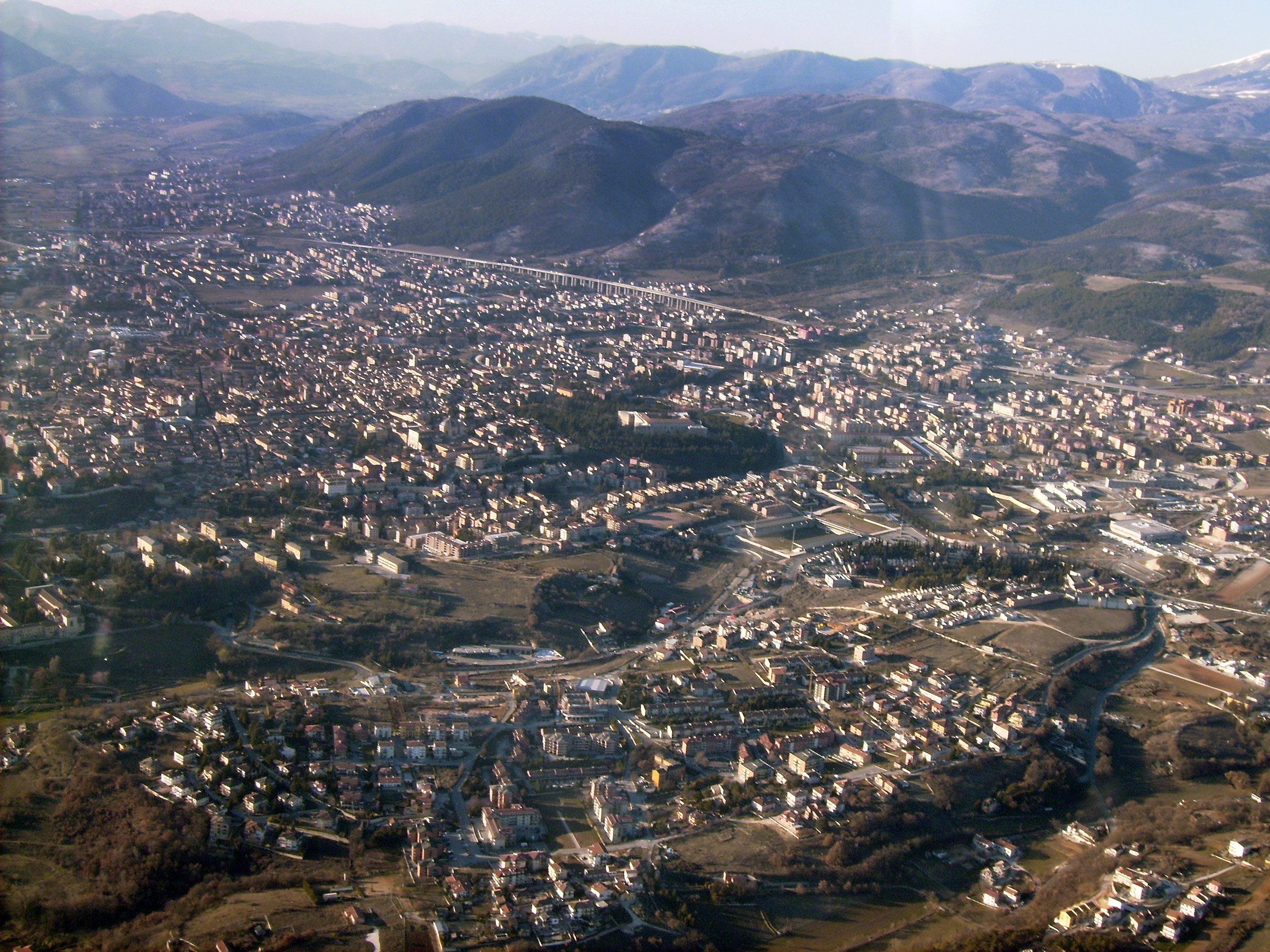
Vedere aeriană pe L'Aquila
Bazilica, Santa Maria di Collemaggio, din L'Aquila
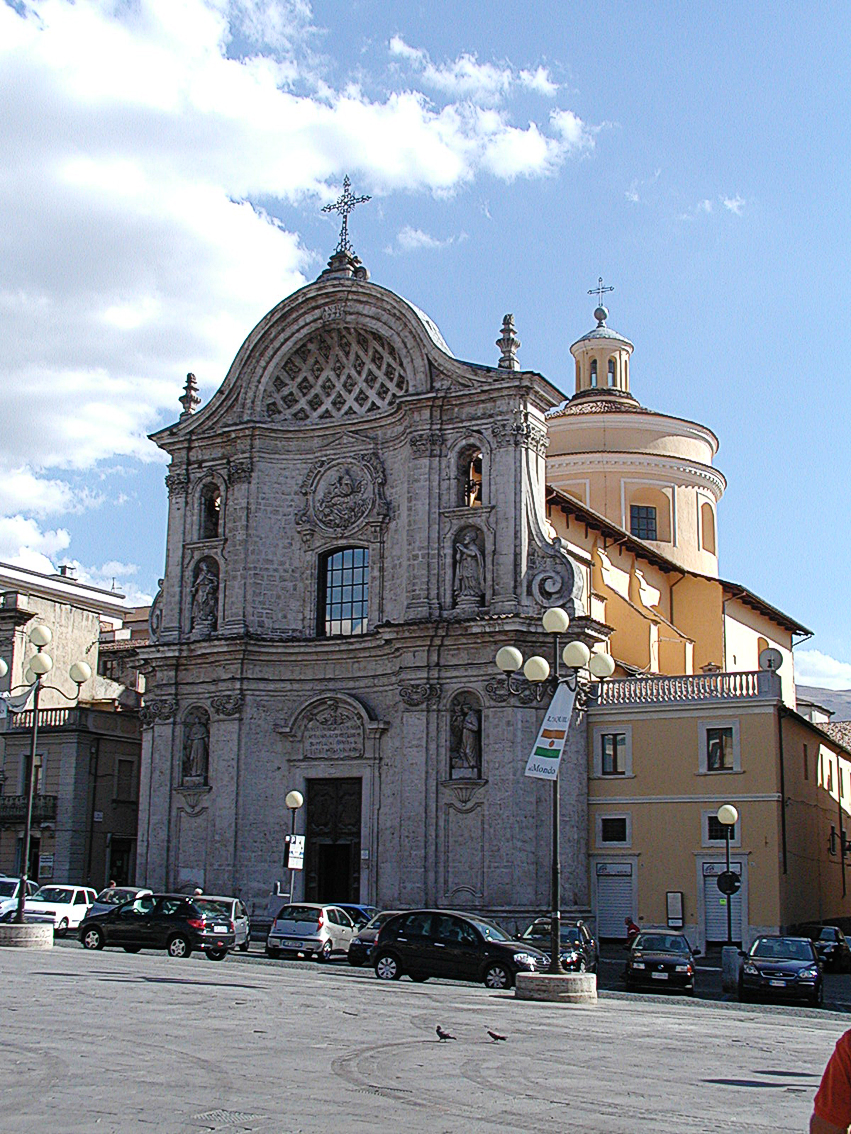
Biserica, Santa Maria del Suffragio din L'Aquila
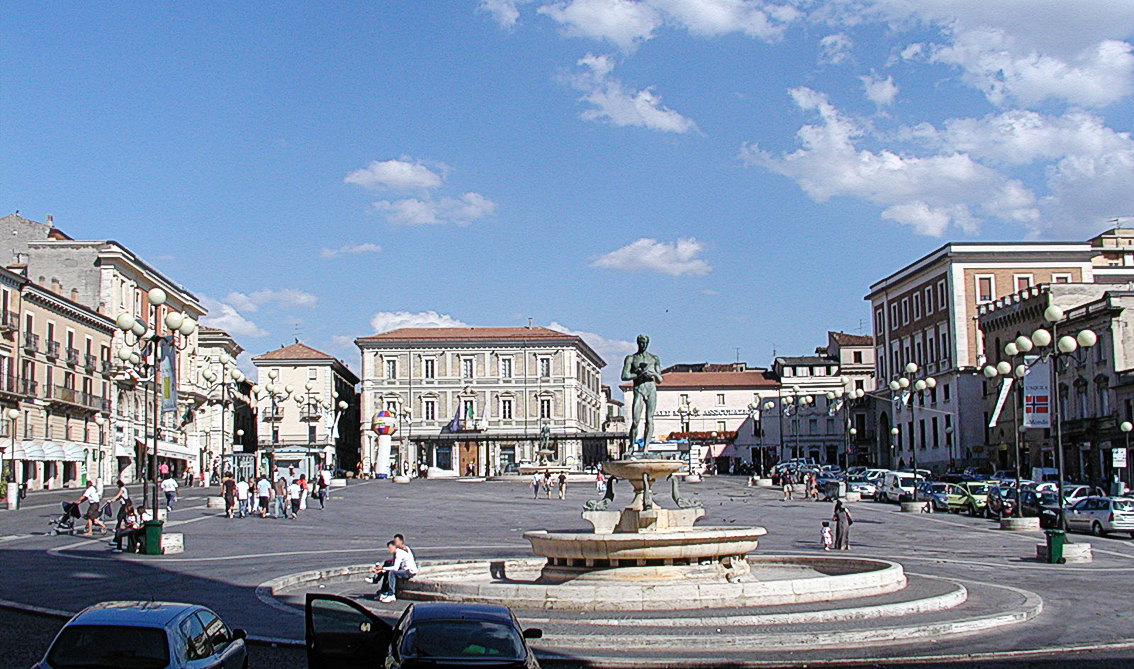
Piazza del Duomo, din L'Aquila